# 가천대 길병원
가천대 길병원(Gachon University Gil Hospital, 嘉泉大 吉病院)은 길의료재단 산하의 병원이다. 길병원은 동인천길병원을 비롯하여 법인관계기관으로는 가천대학교(가천학원), 경인일보, Bio Research Complex, 가천문화재단등이 있다. 인천광역시 남동구 남동대로 774번길 21 (구월1동 1198)번지에 위치하고 있다. 

## 연혁

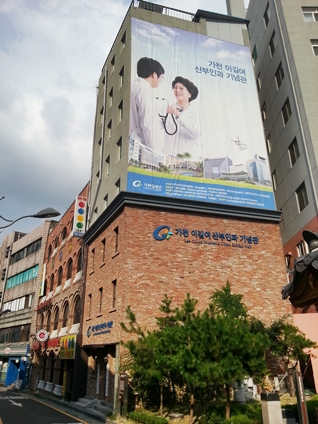
2016년 옛 산부인과 병원 건물에 기념관을 열었다.

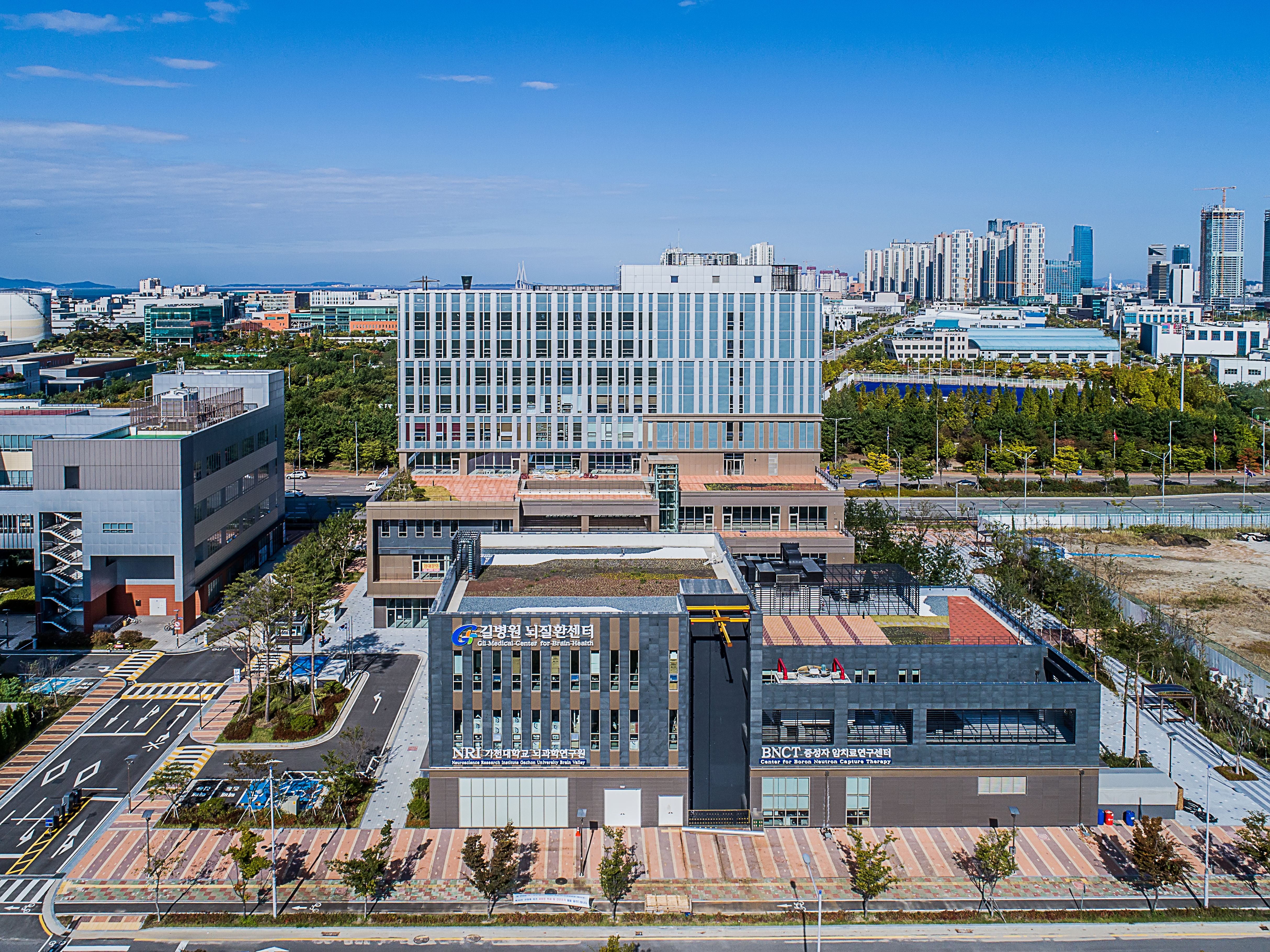
인천 연수구의 뇌질환센터

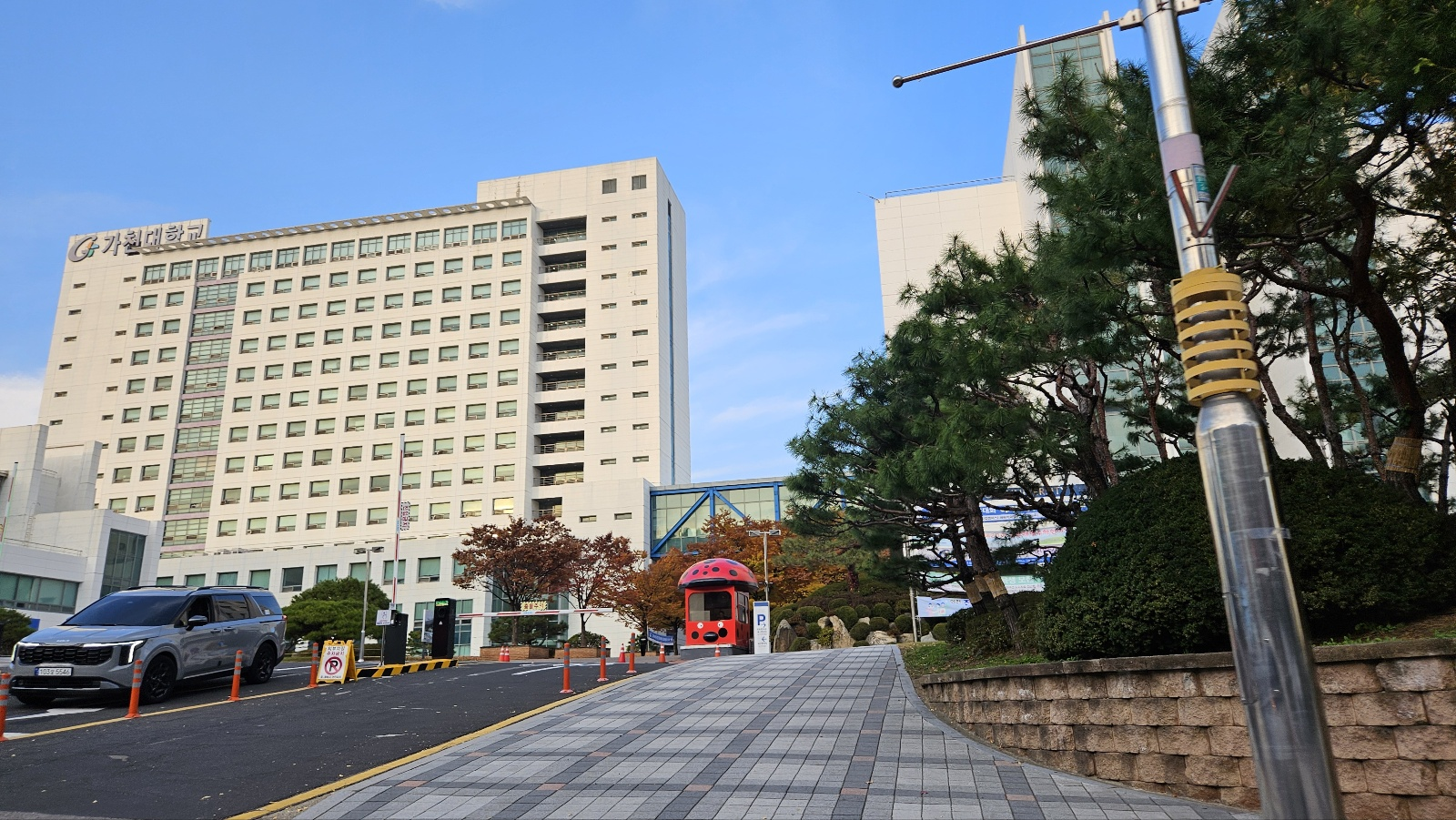
메디컬캠퍼스 (연수구 함박뫼로 191)

- 1958년 : 이길여 산부인과의원 설립
- 1978년 : 의료법인 인천길병원 법인설립 허가
- 1979년 : 인천길병원 (現 동인천길병원) 개원
- 1982년 : 양평길병원 개원, 재단법인 명칭 변경 (의료법인 길병원)
- 1987년 : 중앙길병원 개원, 기존 인천길병원을 동인천 길병원으로 변경
- 1988년 : 철원길병원 개원
- 1995년 : 백령길병원 개원 (접적지역 적자병원 인수), 심장센터 개원
- 1997년 : 가천의과대학교 설립인가
- 1999년 : 경원인천한방병원 개원
- 2000년 : 병원의 명칭을 가천의과대학교 길병원으로 변경
- 2005년 : 가천의과대학교 출범 (가천의과대학교, 가천길대학 통합 승인), ERP 시스템 구축
- 2008년 : 국제의료센터 오픈
- 2008년 : 이길여암당뇨연구원 개원
- 2008년 : 전국 최대 인공신장센터 개소
- 2008년 : 국제의료센터 오픈
- 2011년 : 사랍대병원 최초 지역암센터 지정
- 2011년 : 통합 가천대학교 출범
- 2011년 : 국내 최초 응급의료 전용헬기 ‘닥터헬기’ 운항 개시
- 2012년 : 국내 최초 권역외상센터 선정
- 2014년 : 국내 3대 연구중심병원 육성 R&D 지원사업 수행기관 선정
- 2014년 : 아시아올림픽평의회(OCA) 공식지정병원 선정
- 2016년 : 인천 송도 가천브레인밸리 기공식
- 2017년 : 고위험산모·신생아 통합치료센터 선정
- 2017년 : 국내 첫 외국인환자 유치 우수의료기관 지정
- 2019년 : 전국 지자체 최초 의사 동승 닥터카 도입
- 2020년 : 소화기암센터 개소
- 2021년 : 국내 최초 인공지능 대장내시경 진단시스템(닥터앤서) 적용 기관 선정
- 2021년 : 인천 남동구 지역 코로나19 백신예방접종센터 운영
- 2021년 : 권역책임의료기관 선정
- 2021년 : 위례신도시 의료복합용지 민간사업자 선정
- 2022년 : 4월 극초고자장 뇌전용 11.74T MRI 마그넷 현장성능평가 성공
- 2022년 : 5월 인천광역시 권역형 환경보건센터 개소
- 2022년 : 7월 제16대 김우경 병원장 취임
- 2022년 : 8월 염증성 장질환센터 개소
- 2022년 : 9월 연구중심병원 재지정(3회 연속)
- 2022년 : 10월 보건복지부 의료기관 의료질평가 전국 최상위 등급
- 2023년 : 응급의료기관평가 전국 최상위 A등급
- 2023년 : 권역외상센터평가 전국 최상위 A등급
- 2023년 : 가천대 길병원 지역암센터 전국 종합평가 1위
- 2023년 : 국민검진센터, 보건관리전문기관 평가 최고 A등급 획득
- 2023년 : 다학제기반 뇌혈관센터 개소
- 2023년 : 당뇨병 교육 인증병원 획득
- 2023년 : 프로야구 인천SSG랜더스와 공식 협력병원 체결
- 2023년 : 의료인간 원격협진 시범사업 독립(포털)형 서비스 수행기관 선정
- 2023년 : 중부지방해양경찰청과 해상응급구조 강화를 위한 협약 체결
- 2023년 : 인공지능 기반 첨단병동영상검사센터 오픈
- 2023년 : 국내 최초 AP기반 입원환자 병상 자동배정 시스템 개발
- 2023년 : AI 고객센터 ‘쌤버스’ 시스템 도입
- 2023년 : ESG 경영 선포
- 2023년 : 가천대 길병원 뉴비전 선포식 개최
- 2024년 : 보건복지부 기관생명윤리위원회(IRB) 평가 인증 획득
- 2024년 : 가천대 길병원 지역암센터 전국 종합평가 2년 연속 1위
- 2024년 : CAR-T세포치료센터 개소
- 2024년 : 세계최초 11.74T MRI 원숭이 뇌영상 이미지 획득
- 2024년 : 여성암병원 개원
- 2024년 : A-BNCT(붕소중성자포획치료기) 개발
- 2024년 : 인천최초, 마커리스 방사선 암치료기술 도입

## 권역응급의료센터
인천권역응급의료센터로 지정되어 강화군을 제외한 인천광역시 전역, 경기도 부천시, 시흥시를 관할한다.

## 주요 활동
- 여성폭력 긴급지원센터 운영
- 인천유나이티드FC 공식 지정병원
- 학대아동 보호 의료기관

### 항공장비

#### 운용 장비
헬리코리아로부터 임차한 아구스타웨스트랜드 AW-169 1대(HL9628)를 2018년부터 운용하고 있다.

#### 퇴역 장비
대한항공으로부터 임차한 유로콥터 EC-135 1대(HL9497)를 2011년부터 닥터헬기로 운용해 2018년까지 운용하였다.

## 사진

### 주요시설

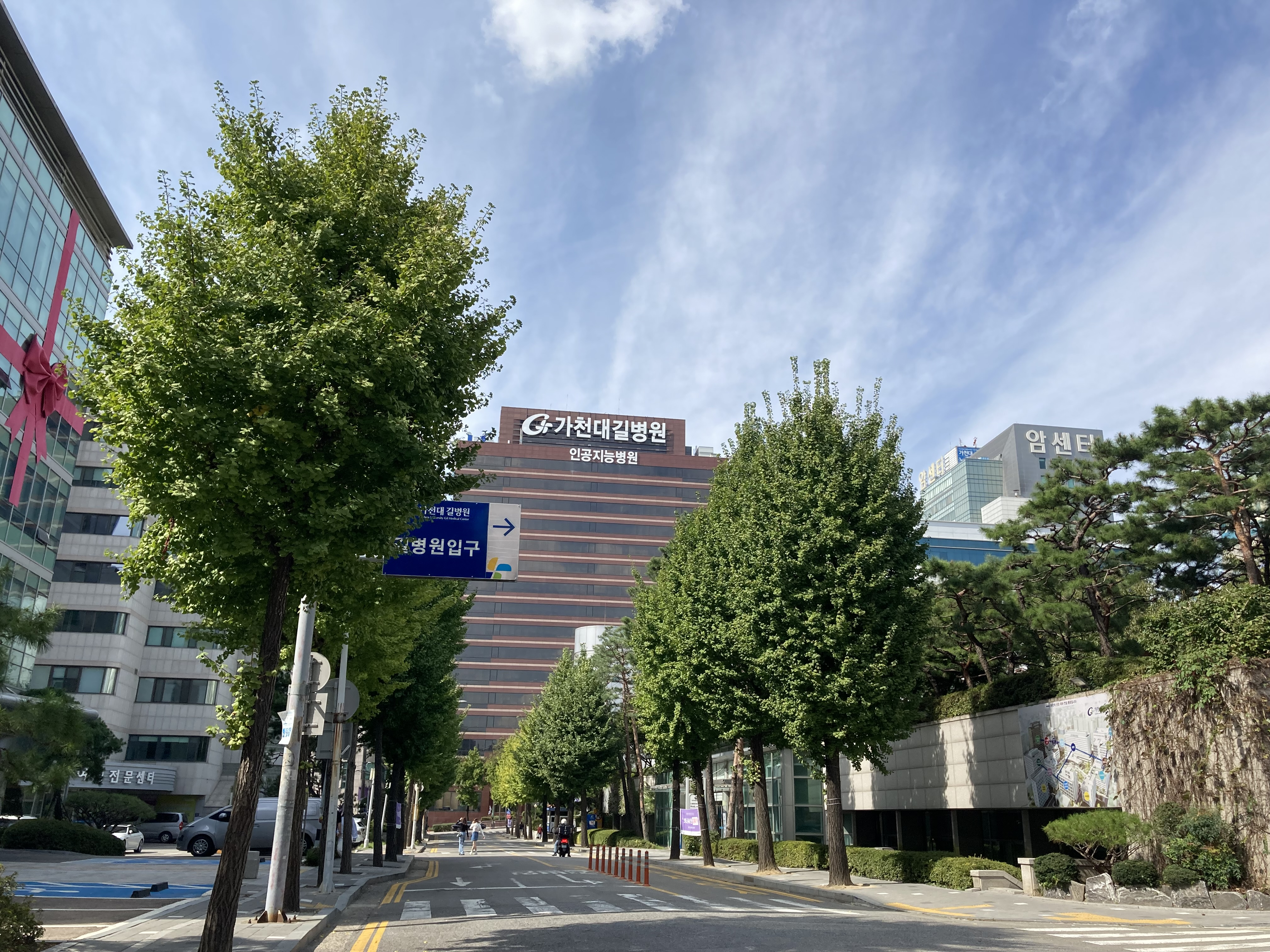
가천대길병원 인공지능병원
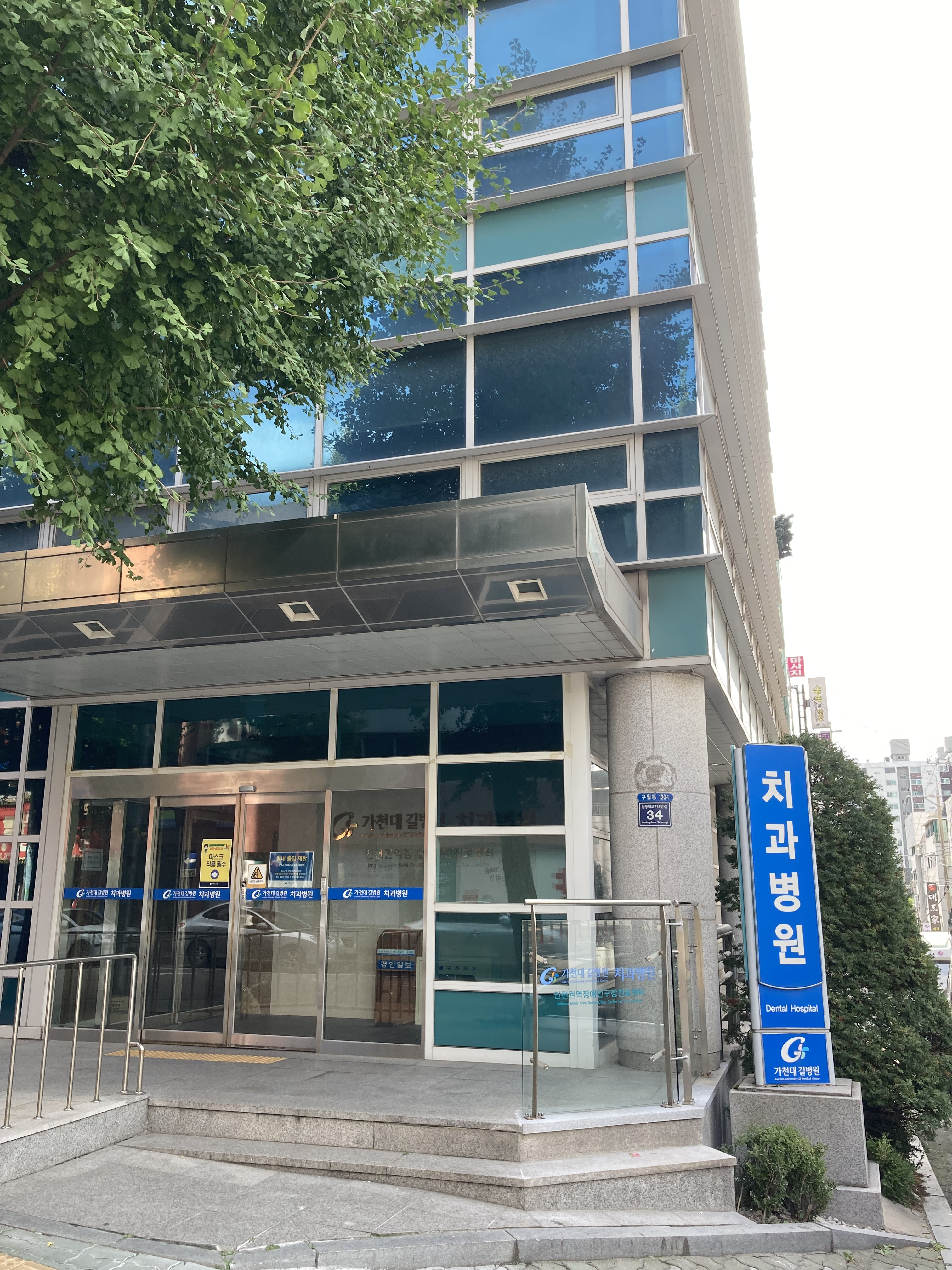
가천대길병원 치과병원
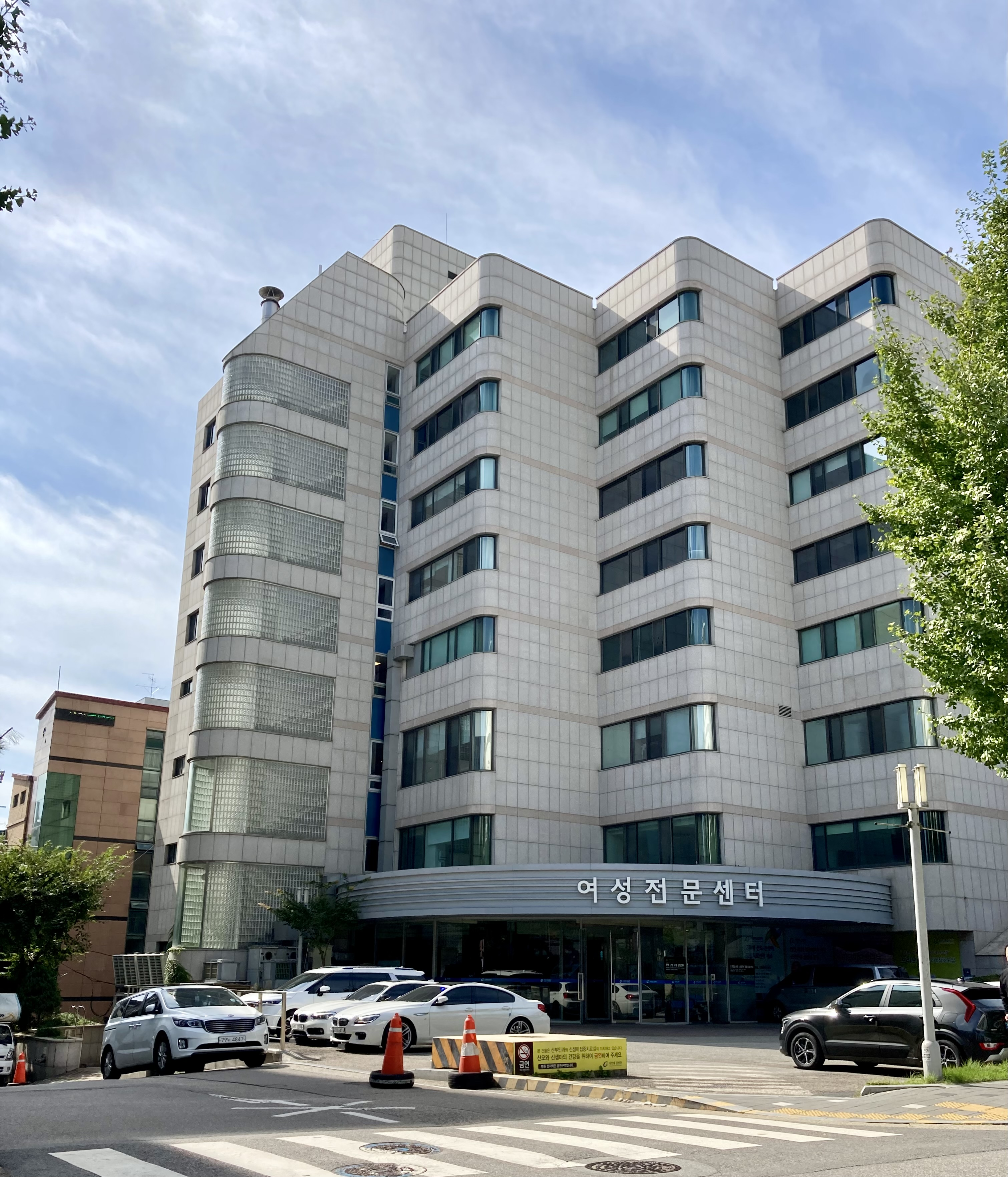
가천대길병원 여성전문센터
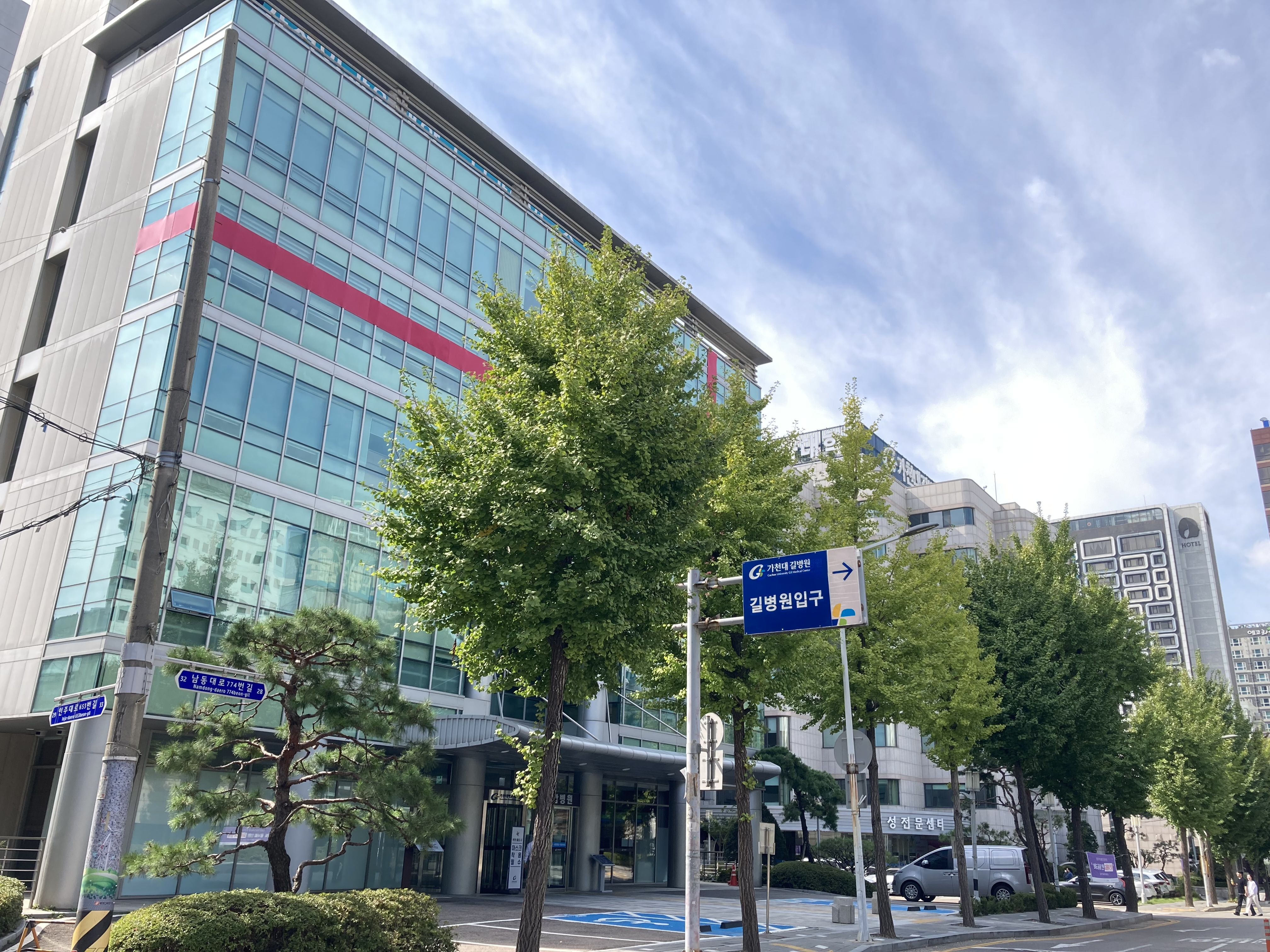
가천대길병원 여성암병원(2024년)
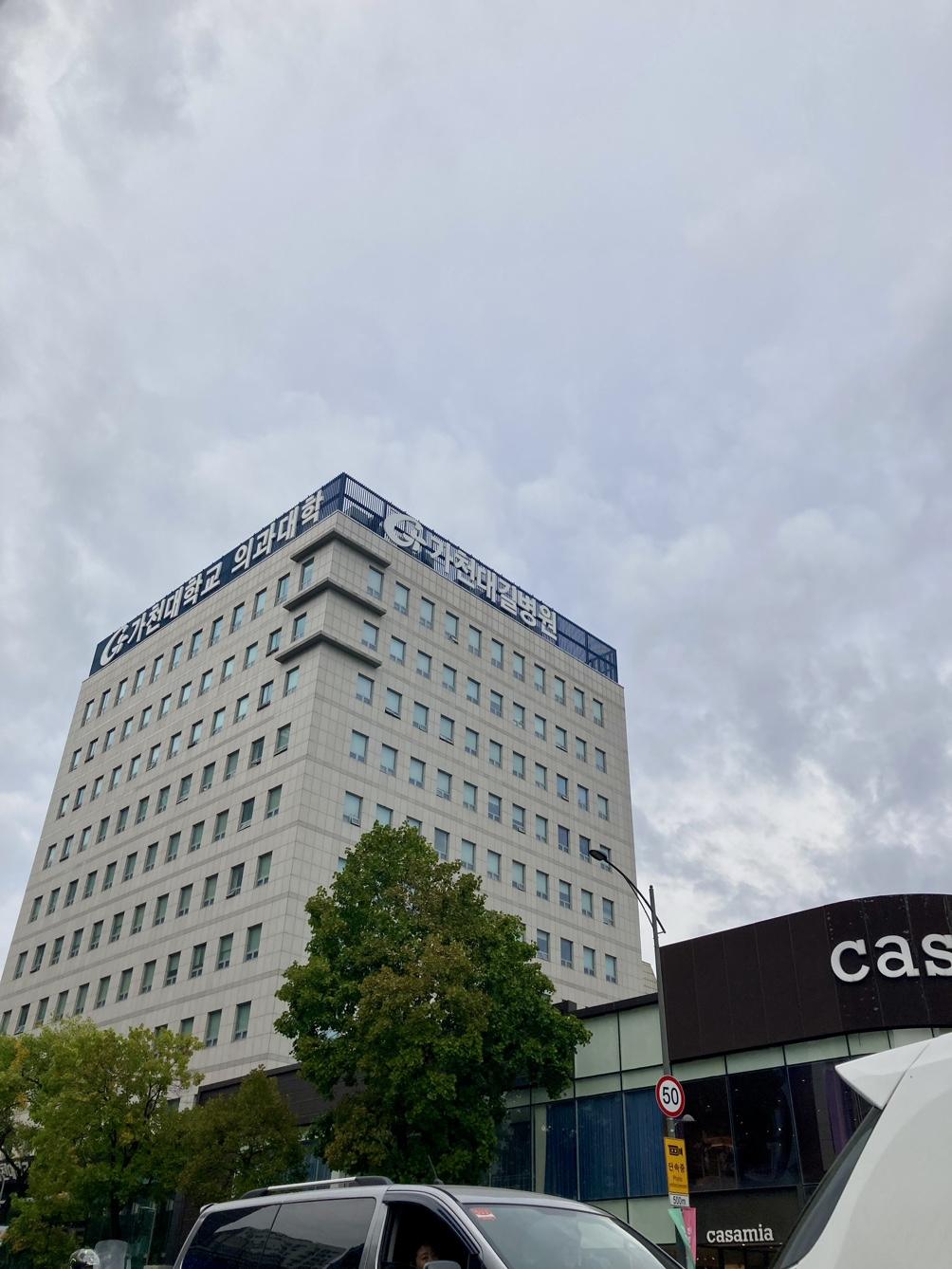
가천대학교 의과대학
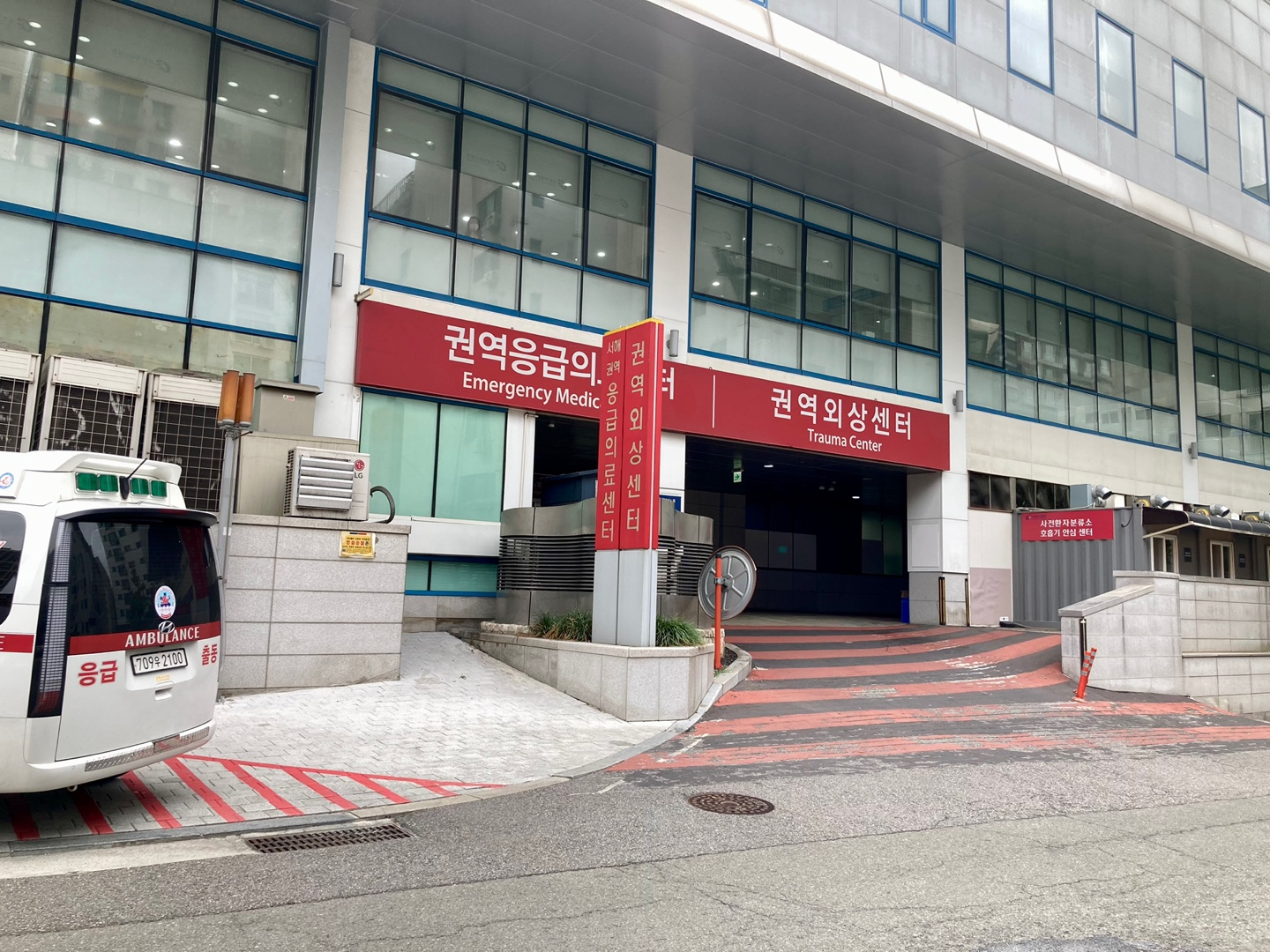
권역응급의료센터 권역외상센터(응급실)
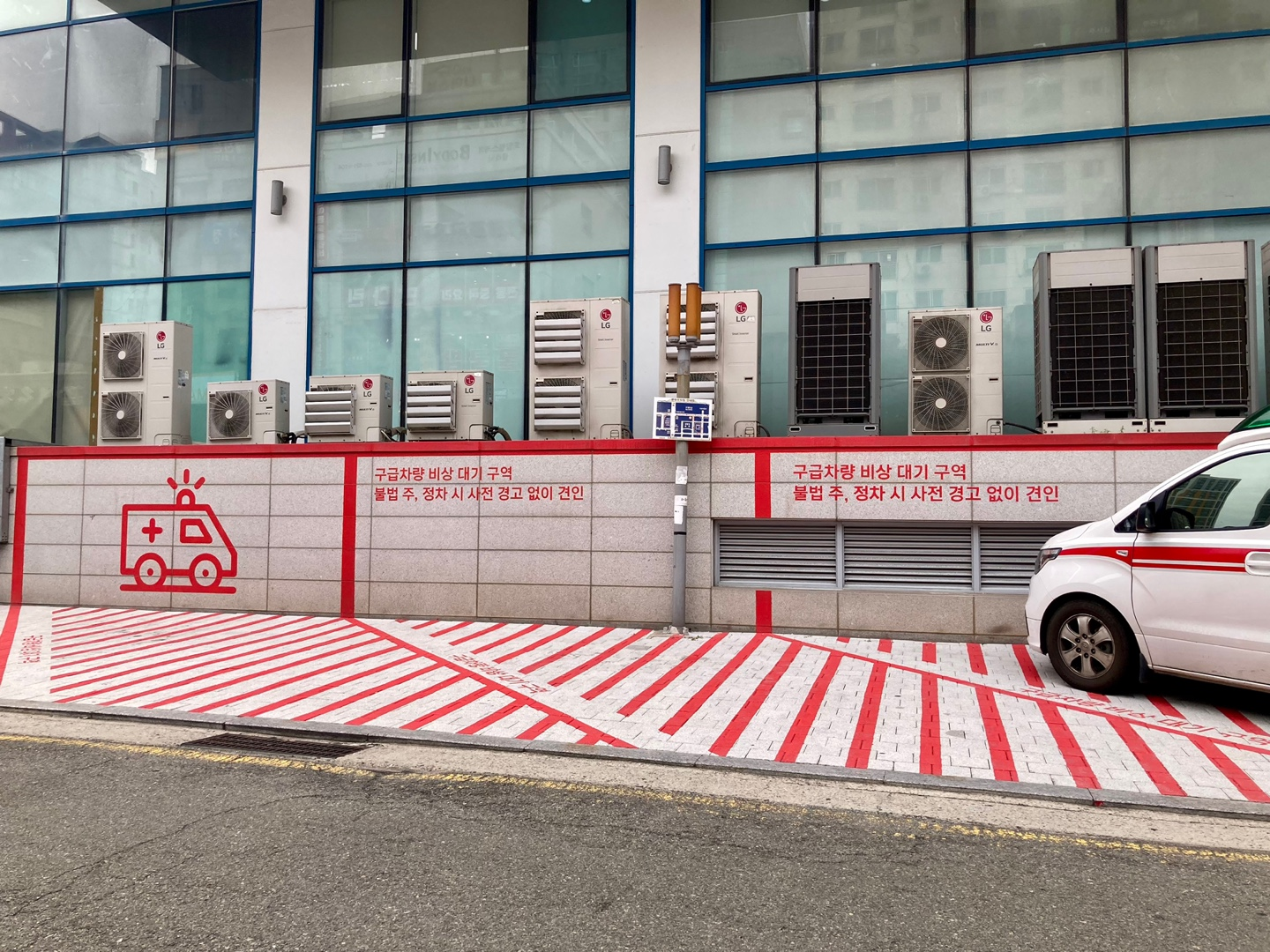
권역응급의료센터 권역외상센터 응급주차장(응급실)
암센터 심뇌혈관센터(남동대로 783)
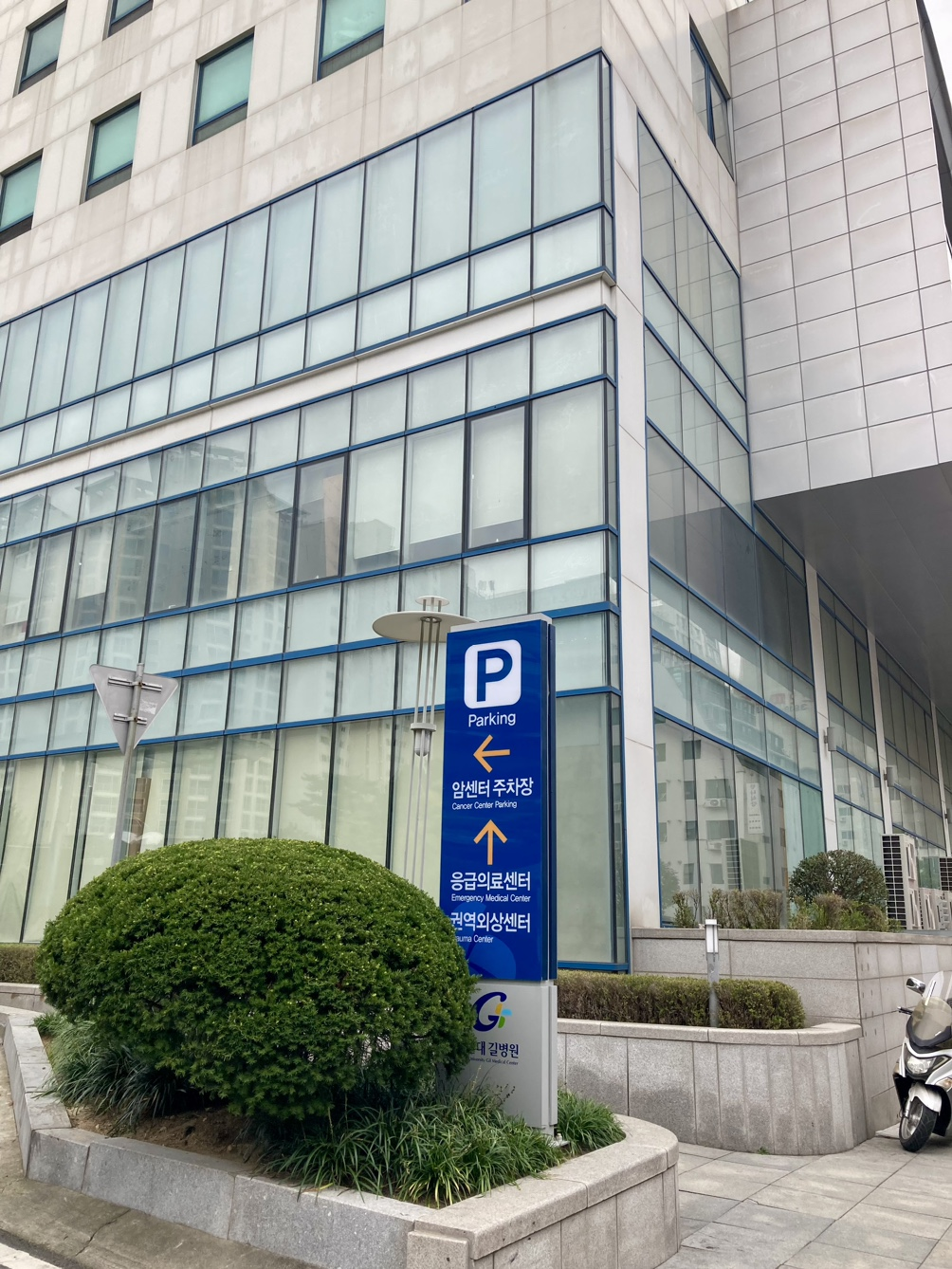
암센터(남동대로 783) 주차장 안내판
암센터(남동대로 783)

## 특징
권역응급의료센터로 지정되어 인천광역시, 부천시, 시흥시, 충남 서해안권을 관할하며, 닥터헬기를 운영하는 등 인천 지역 최대 규모. 인하대학교병원, 가톨릭대학교 인천성모병원과 더불어 인천 지역의 상급종합병원이다.
- 연구중심병원 TOP3 선정

- 심혈관 질환 환자 치료 특화

1995년 국내 최초로 심장내과·흉부외가 결합한 독립적인 전문센터 체제 도입, 현재는 신경과, 신경외과를 포함하는 심장혈관센터로 운영하고 있다.
- 권역응급의료센터/권역외상센터

1992년 경인 지역 최초로 응급의학과를 개설하고, 독립된 응급의료센터를 구축했으며 1999년 서해권역 응급의료센터로 지정, 2014년에는 국내 최초로 권역외상센터를 개소하는 등 이후 국내 응급의학 분야 발전에 기여하고 있다.
- 사립대 병원 최초 인천지역암센터

암환자의 수도권 집중을 막을 목적으로 지방국립대병원을 중심으로 지역암센터가 지정될 당시(2011년), 사립대병원 가운데 최초로 지역암센터로 지정돼 현재까지 운영하고 있다.
- 산모(모성/분만), 어린이 의료 특화 치료

고위험산모·신생아통합치료센터 운영: 인천 소재 상급종합병원 중 유일하게 지난 10년 동안 야간분만실을 운영하고 있다. 2018년에는 고위험산모·신생아통합치료센터로 지정돼 임신, 출산 과정에서 위험이 높은 고위험 산모와 중증 신생아 통합 치료를 통합적으로 운영하고 있다.
- 연구중심병원 국내 의료기관 Top3

2013년 국내 10개 연구중심병원으로 지정, 대사성질환 및 뇌질환 연구를 중심의 의료-생명과학, 뇌과학 융합연구 기반 마련했다.
- 가천브레인밸리 조성

뇌과학연구원을 중심으로 7.0T MRI 연구를 해오고 있으며, 2014년부터 연구중심병원 사업의 일환으로 미국에 이어 세계 두 번째로 11.74T MRI 개발에 돌입했다.
- 인공지능 왓슨 국내 최초 도입

2016년 IBM사의 인공지능 암진료 시스템 ‘왓슨 포 온콜로지(Watson for Oncology)’를 암환자 다학제 진료에 활용해 의료계 AI 도입을 선도함. 2019년에는 왓슨 포 지노믹스도 도입, 유전적 맞춤형 진료를 제공.
- AI로 대장 용종 발견하는 시스템 국내 최초 개발

대장내시경 시 육안으로 확인이 어려운 용종을 AI 기술로 발견하는 기술을 개발, 대장내시경을 실시하는 모든 환자에 적용 중.
- 인천 권역 책임의료기관 지정

보건복지부 주관 인천 권역 책임의료기관으로 지정. 책임의료기관은 응급, 외상, 심뇌혈관 등 중증의료과 산모, 신생아, 재활, 만성질관 관리, 감염 등 지역 의료와 보건의료를 아우르는 허브 역할을 담당하고있다.
- 가습기살균제 보건센터 추가 지정

환경부 소속 국립환경과학원은 최근 가습기살균제 피해자와 노출 확인자에 대한 의료지원을 확대하기 위해 가천대 길병원을 가습기살균제 보건센터로 추가 지정했다고 3월 10일 밝혔다. 가천대 길병원은 그간 보건센터가 없던 인천과 경기 서부지역의 가습기살균제 피해자 전담 운영을 맡게 된다. 보건센터에서는 피해자들에게 지속적인 의료서비스를 제공하고 있다. 길병원의 지정으로 모두 12곳이 됐다.

## 의료 성과
가천대 길병원은 연구중심병원 TOP3 선정, 사립대병원 최초 국가지정 지역암센터, 국내 최초 닥터헬기 및 닥터카 운영, 국내 최초 인공지능 의료시스템 도입, 국내 최초 권역외상센터 등 의료계에 많은 업적을 남기며 발전을 주도하고 있는 의료기관이다.
- 인천지역 병원 중 최초로 인공심장(LVAD·Left Ventricular Assist Device·좌심실보조장치) 이식수술에 성공. 연합뉴스. 2019년 3월 4일.  https://www.yna.co.kr/view/AKR20190304114600065
- 위암, 간암, 대장암 총 3가지 암에 걸린 환자 이석현님이 의료진의 헌신으로 완치했다. 매일경제. 2020년 7월 21일에 확인함.
- 대장암 발병이 확정된 상태에서 폐암까지 진단 받은 환자 김옥화님. 두가지 암을 동시에 수술해 치료했다. 조선일보. 2020년 3월 12일에 확임함.
- 코로나19에 감염된 101세 할머니가 의료진들의 노력으로 완치 판정을 받았다. 조선일보. 2021년 2월 5일에 확인함.
- 가천대 길병원이 국내 최초로 도입한 닥터헬기가 6년만에 1천회 비행, 환자 941명을 수송하며 소중한 생명을 살렸다. 연합뉴스. 2018년 6월 18일에 확인함.
- 가천대 길병원 국내 최초로 닥터헬기에 이어 도입한 닥터카. 닥터카에는 의사가 함께하며 소중한 생명을 안전하고 신속하게 구조한다. YTN. 2019년 3월 13일에 확인함.
- 가천대 길병원이 인천시권역책임의료기관으로 선정돼 인천 시민들의 건강 지킴이 역할을 위해 지역 의료기관, 유관 기관들과 협력하게 됐다. 뉴시스. 2021년 3월 24일에 확인함.
- 가천대 길병원 간이식팀 '교통사고 간 파열 중태' 환자 수술 ... 100일만의 기적.  교통사고로 간이 심각하게 파열되는 등 사경을 헤매던 환자가 간이식 수술을 받고 기적처럼 건강을 찾았다. 길병원 간이식팀 김두진 교수(외과)와 최상태 교수(혈관외과)의 집도로 뇌사자 간이식 수술이 이뤄졌다. 외상으로 인한 간 손상으로 이식을 받고 회복한 것은 국내에서도 매우 드문 사례로, 외상학회에도 발표할 만큼 큰 성과이다.  경인일보. 2021년 5월 11일. https://www.kyeongin.com/main/view.php?key=20210511010001980
- 가천대 길병원 노영 교수, 타우 PET 기반 치매 영상 분석 AI 'pT' 상용화, 신경질환 전문 의료 AI 회사 휴런과 공동으로 개발한 타우 영상(양전자단층촬영, PET) 기반 치매영상분석 SW가 식약처로부터 의료기기 판매허가를 받는데 성공했다고 14일 밝혔다. 이는 세계 최초로 타우 PET 기반 치매영상분석 SW를 상용화한 사례이다. 의학신문. 2021년 6월 14일.
- 대기오염물질, 소화기암 유발, 가천대 길병원 직업환경의학과 이완형 교수 연구. 다양한 대기오염물질이 포함된 에어로졸(대기부유물질)이 호흡기뿐 아니라 소화기암도 유발하는 원인임이 국내 연구진에 의해 밝혀졌다. 한국인을 대상으로 한 이 연구는 세계적인 과학저널인 네이처지의 자매지인 사이언티픽 리포트(Scientific Reports)’에 게재돼 주목 받았다. 이데일리. 2021년 6월 21일.
- "VR을 활용하여 인지훈련을 하면 뇌신경 연결성이 향상된다". 가천대 길병원의 정신건강의학과 조성진, 강재명 교수팀은 VR을 통한 인지훈련이 시공간기능 활성에 도움이 된다고 밝혔다. 이를 위해 인지기능이 저하된 60세 이상의 고령자를 대상으로 VR인지훈련을 실시한 결과, 뇌연결성이 향상됐다고 밝혔다. 이번 연구결과는 국제 SCI 저널인 Journal of Medical Internet Research (Impact factor 5.034)에 ‘Effect of Cognitive Training in Fully Immersive Virtual Reality on Visuospatial Function and Frontal-Occipital Functional Connectivity in Predementia: Randomized Controlled Trial’ 라는 제목으로 게재됐다. 뉴시스. 2021년 6월 28일. h
- 가천대 길병원 외과 이원석 교수, BRIC(생물학연구정보센터)에서 소개하는 '한국을 빛내는 사람들'에 선정. 한국을 빛내는 사람들은 학술지 인용지수(Impact Factor) 10 이상의 세계적으로 권위있는 생명과학 주제에 제1저자 또는 교신저자로 논문을 발표하는 한국인 연구자를 선정해 등재하고 있다. 이원석 교수는 GIST(광주과학기술원) 의생명공학부 박한수 교수팀과 전이암 환자의 항암제 내성 연구를 통해 암조직이 전이 과정에서 진화적 유전적 변이를 일으키고, 생체 내에서 항암 치료 반응의 차이를 보인다는 점을 규명했다. 기존에는 전이암 환자의 항암치료에 대한 내성 및 재발 예측이 어려웠던 가운데, 이 교수팀의 연구는 전이암 환자의 조직 부위별로 유전체 분석을 통해 항암 치료에 대한 반응성을 치료 전에 확인할 필요가 있음을 밝혀낸 것이다. 이 교수팀의 연구결과는 미국암학회(AACR)가 발행하는 저명한 학술지인 '클리니컬 캔서 리서치(Clinical Cancer Research)' 2019년 1월 22일자에 소개된 바 있다. 헬스조선. 2021년 6월 29일.
- 가천대 길병원 김석영 고위험산모·신생아통합치료센터 소장, 밀레니엄 힐튼 서울호텔에서 열린 제10회 인구의날 기념식에서 대한민국 여성 모자 보건의 질적 향상에 기여한 공로로 국민훈장 석류장을 받았다. 김 소장은 산부인과 전문의로 2000년부터 가천대 길병원에 재직하며 고위험 산모 치료와 학술 연구에 힘을 쏟고 있다. 그는 2017년 인천 지역 최초로 고위험산모·신생아통합치료센터가 개소하는데 중추적인 역할을 담당했다. 센터는 고위험산모를 위한 24시간 온콜(on-call·긴급대기) 시스템 가동 등 신속한 의료대응으로 저출산 시대에 산모의 안전하고 건강한 출산에 기여하고 있다. 또 소아청소년과 신생아분과와의 정기적인 협진으로 고위험 산모와 신생아 치료 발전에 중요한 역할을 수행하고 있다. 파이낸셜뉴스.2021년 7월 12일.
- 가천대 길병원, 제4차 폐렴 적정성 평가 1등급 획득. 가천대 길병원은 건강보험심사평가원이 15일 발표한 제4차 폐렴 적정성 평가에서 1등급을 받아, 앞선 1~3차 평가에 이어 4회 연속 1등급을 달성했다. 이번 평가는 2019년 1월부터 2020년 2월까지 지역사회에서 획득한 폐렴으로 가천대 길병원에 입원해 3일 이상 정맥 내 항생제 투여 치료를 받은 만 18세 이상 성인을 대상으로 치료가 적정했는지를 평가했다. ▲병원도착 24시간 이내 산소포화도 검사 실시율 ▲중증도 판정도구 사용률 ▲객담도말검사 처방률 ▲객담배양검사 처방률 ▲혈액배양검사 시행 건 중 첫 항생제 투여 전 혈액배양 검사 실시율 ▲병원 도착 8시간 이내 항생제 투여율 등 6개 항목을 평가한 결과 가천대 길병원은 5개 항목 만점을 받아 종합점수 99.8점으로 1등급을 받았다.한편, 가천대 길병원은 앞서 5월 발표된 제6차 만성폐쇄성폐질환(COPD) 적정성 평가에서도 6회 연속 1등급을 획득한 바 있다. 헬스조선. 2021년 7월 16일. l
- 국내 첫 닥터헬기 운항 10년... 서해안 생명지킴이 자리매김. 중증외상·급성 심뇌혈관질환 환자 등에 '생명의 메신저' 역할을 하고 있다. 지난 10년 동안  총 20만㎞·1300시간 하늘길 날아… 그동안 처치한 환자 가운데는 서해 특성상 해상조업 중 외상 사고 등으로 인한 중증외상 환자(378명·25.2%)가 많았다. 급성뇌졸중(263명·17.6%), 급성관상동맥증후군(107명·7.1%) 등 급성 심뇌혈관질환 환자가 뒤를 이었고, 이 밖에도 협심증·심정지·대동맥파열·위장출혈·호흡곤란 등 중증응급질환자(752명·50.1%)가 닥터헬기에 몸을 실었다. 가천대 길병원 닥터헬기팀은 응급의학과 전문의 365일 동승하는 시스템으로, 전문의·응급구조사·간호사 등 23명의 항공의료팀 스탭과 핼리코리아 소속의 조종사·정비사·운항관리사 12명 등 총 35명이 근무하며 위급한 환자들을 살리기 위해 노력하고 있다. 의협신문. 2021년 9월 30일.  l
- 미세먼지 등 대기오염 물질, 황반변성(AMD) 유발원이으로 밝혀져....  가천대 길병원 최윤형, 김동현 교수 연구팀, 1만 5000여명 대상 연구, 세계 최초 발표. 우리나라 2008~2012년 국민건강영양조사를 활용해 40세 이상 중장년 1만5115명을 대상으로 연구한 결과 이같이 드러났다. 김동현 교수는 “황반변성은 실명으로 이어질 수 있는 질환으로, 인구 노령화에 따라 황반변성의 발병률이 계속적으로 증가하고 있기 때문에 황변변성의 위험요소를 밝힌 이번 연구 결과는 특히 더 의미가 있다”고 말했다. 이번 연구는 환경 분야의 국제 학술지인 ‘환경연구회보(Environmental Research)’ 8월호에 게재됐다. 헬스조선. 2021년 10월 12일.  l
- 경인지역 장기이식 싹 틔운 길병원, 뇌사자 장기기증 건수 '전국 톱3'. 1991년 경인지역 최초로 개소하여 설립 30년 맞는 가천대길병원 장기이식센터는 1991년 신장이식에 성공한 데 이어 1995년에는 심장·각막 이식도 문제 없이 해냈다. 1997년엔 ‘국내 최초 심폐 동시 이식’과 ‘인천 지역 최초 간이식 수술’ 타이틀도 거머쥐었다. 2013년엔 혈액형 불일치 신장이식, 조직형 불일치 이식수술 등 고난도 수술에도 성공했다. 2002년에는 뇌사자를 총체적으로 관리하는 ‘뇌사 판정대상자 관리 전문기관’(HOPO)으로 지정됐다. 경인 지역에 장기이식의 싹을 틔운 가천대길병원은 현재 뇌사자 장기기증 건수가 전국 ‘톱 3’에 든다. 지난해 23건을 기증받았다. 가천대 길병원 장기이식센터는 이 같은 공로를 인정받아 2014년 장기기증 및 이식 활성화 우수기관에 선정돼 보건복지부 장관상을 받았다. 한국경제신문. 2021년 11월 17일.  l
- 가천대 길병원, 360도 VR 수술 교육 콘텐츠 발표. 가천대 길병원 의료기기융합센터는 28일 송도 쉐라톤호텔에서 ‘의료기기 중개임상시험지원센터 성과발표 및 VR수술 동영상을 이용한 수술 트레이닝 세미나’를 유튜브 중계를 통한 온라인으로 개최했다.360도 VR 수술 교육 콘텐츠는 수술실의 전 공간을 촬영해 집도의와 참여자가 각자의 영역에서 무엇을 해야 하는지 생생하게 배울 수 있는 영상 콘텐츠이다. 수술실을 360도로 둘러볼 수 있어 수술실 현장의 분위기를 그대로 느낄 수 있다. 파이낸셜뉴스. 2021년 10월 29일.  l
- 가천대 길병원, 인천지역암센터 운영 10년… 다양한 암 예방 활동 성과. 암 예방과 조기검진을 위한 10년 간의 결실로, 6대암(위암, 간암, 대장암, 유방암, 자궁경부암, 폐암) 국가암검진의 평균 수검율이 크게 향상됐다. 지역암센터 지정 이전인 2010년도 인천 국가암건진 수검율은 전국 수검율 평균(39.56%)에 못 미치는 37.06%였다. 7대 특·광역시 중 가장 낮은 수검율이다. 10년이 지난 2020년 전국 평균 수검율은 40.73%로 전반적으로 향상했고, 그 중에서도 인천은 43.23%으로 10년 전보다 6.1%p나 상승해 7대 특·광역시 중 꼴찌에서 탈출, 4위를 기록했다. 일부 암종의 경우 이탈율(인천 지역 암 환자가 치료를 목적으로 서울 등 타시도 의료기관을 이용하는 비율)도 감소한 것으로 나타났다. 위암의 경우 2011년 이탈률 43.8%에서 2019년 42.1%로 감소했다. 같은 기간 동안 간암(50.5% → 48.5%), 대장암(43.8% → 38.6%)의 이탈률도 감소했다. 이는 가천대 길병원을 비롯한 지역의 의료기관의 수준의 전반적인 상승 및 신뢰도가 높아졌음을 의미한다. 헬스조선. 2021년 10월 25일. l
- 가천대 길병원 예방의학과 최윤형 교수팀 연구 결과,  "미세먼지 심한 지역 3년 살면 난청 위험 20% 높아" 대기오염 노출로 인해 체내 산화스트레스 수치가 높아지면서 달팽이관의 혈류 흐름이 줄어들고, 이로 인해 안쪽 귀의 세포가 사멸하면서 청력 손실을 유발하는 것으로 보인다고 연구팀은 설명했다. 달팽이관은 귀의 가장 안쪽인 내이에 있는 청각기관으로, 이 기관이 손상되면 청력 손실이 발생할 수 있다. SBS. 2022년 2월 15일.  l
- 가천대 길병원, "뇌 영상 1만 배 선명하게"...초고해상도 MRI 시대 '성큼' 가천대 길병원이 3테슬라 MRI보다 뇌의 영상을 만 배가량 더 상세히 볼 수 있는 11.74테슬라의 MRI 핵심부품을 개발하는 데 성공했다. 이탈리아 슈퍼콘덕터스 기술팀과 국내 평가자문단은 내부 온도와 마그넷의 세기, 그리고 발생한 자장의 균일성 등에서 모든 목표에 도달했다고 밝혔다. 11.74테슬라 MRI가 완성되면 파킨슨과 알츠하이머 뇌졸중 등 난치성 질병 치료에도 획기적인 성과가 있을 것으로 기대된다. 지난 2014년부터 보건복지부와 함께 11.74테슬라 MRI 개발에 나선 가천 뇌과학연구원은 연말쯤 세계 최고 수준의 선명한 뇌 영상을 촬영할 계획이다. YTN. 2022년 3월 31일. l
- 가천대 길병원, 만성폐쇄성폐질환(COPD) 7회 연속 1등급, 제8차 천식 적정성 평가도 높은 점수 받아....  만성폐쇄성폐질환은 만성 염증으로 폐 기능이 저하되고 호흡곤란을 유발하는 호흡기 질환이다. 건강보험심사평가원에 따르면 국내 40세 이상 만성폐쇄성폐질환의 유병률은 12.7%에서 65세 이상은 25.6%로 나이에 따라 유병률이 증가하고 있다. 천식과 마찬가지로 적절한 진료가 이뤄질 경우 질병의 악화와 입원을 예방할 수 있는 만성호흡기질환이다. 건강보험심사평가원은 2020년 5월부터 2021년 4월까지 1년 동안 만성폐쇄성폐질환으로 진료를 받은 만40세 이상 환자를 대상으로 폐기능검사시행률, 지속방문 환자비율, 흡입기관지 확장제 처방 환자 비율 등 3개 평가지표를 평가했다. 가천대 길병원은 3개 영역 모두 높은 점수를 받아 5등급 중 가장 높은 1등급을 획득했다.  제8차 천식 적정성 평가에서도 우수한 점수를 받아 의료질 1등급을 유지했다. 상급종합병원에 대한 천식 평가는 등급으로 구분하지 않지만 가천대 길병원은 폐기능검사 시행률, 지속방문 환자비율, 천식치료 약체 처방환자 비율 등 3개 영역 7개 지표에서 높은 점수를 받아 만성호흡기질환 관리와 치료 부분에서 우수성을 입증했다. 약업신문. 2022년 3월 31일. l

## 미담
전국구 의료기관으로서 높은 수준의 임상 및 연구 실적으로 수 많은 환자들에게 국내 최고 수준의 의료서비스를 제공하며, 수많은 환자들에게 희망을 제공하고 있다.
- 전라남도 모 의료기관에서 공여자의 심장을 수송하기 위해서 KTX가 2분 지연 출발해 가천대 길병원에서 성공적으로 이식 수술이 이뤄졌다. 중앙일보. 2020년 4월 9일 확인함.
- 가천대 길병원에 익명의 신혼 부부가 자신들의 축의금 1억 1000만원을 어려운 이웃을 위해 써달라며 기부했다. 연합뉴스. 2020년 8월 11일에 확인함.
- 코로나19로 국가간 이동이 어려운 상황에서도 한국을 찾은 코스타리카 심장병 환자가 완치해 무사히 퇴원했다. 조선일보. 2021년 3월 4일에 확인함.
- 코로나19 방역 최전선에서 최선의 노력을 하고 있는 가천대 길병원 의료진들을 격려하기 위해 커피 같은 기부 물품 릴레이가 이어졌다. 아시아경제. 2020년 2월 29일에 확인함.
- 코로나19 상황 중 음압병동을 운영하며 방역 활동에 최선을 다하고 있는 가천대 길병원에 손소독제 4만여개가 기증됐다. 동아일보. 2020년 9월 17일에 확인함.
- 심정지가 2번 생겨서 쓰러져 체외막 산소화 장치에서 집중치료를 받을 정도로 위급했던 소년이 의료진들의 헌신으로 건강을 회복하고 건강하게 퇴원했다. 파이낸셜뉴스. 2020년 9월 7일에 확인함.
- 인천 남동구 구월동에 본점이 있는 단한복 박선이 원장은 2021년 4월 26일, 가천대 길병원 병원장실을 찾아 5월 가정의 달과 어린이날을 맞아 힘든 치료를 받고 있거나 이를 극복한 어린이 환자들에게 전해달라며 남녀 어린이 한복을 선물했다. 박원장은 지난 2월에도 설 명절을 맞아 어린이 한복 20벌을 병원에 기증한 바가 있다. 경인일보. 2021년 4월 26일.
- 가천대 길병원 창업 의사 3인, '가천바이오 기업가정신(Bio-Entrepreneurship) 장학금' 전달. 의료 현장에서의 기술과 아이디어를 가지고 창업에 성공한 가천대 길병원 의사 기업가들이 후배 의사들의 창업가 정신 고취를 위해 매년 장학금을 전달하기로 했다. 후배 의사들이 진료 현장에서의 아이디어와 연구 성과를 토대로 바이오산업을 이끄는 기업가 정신을 발휘해, 더 많은 환자에게 기여하게 되기 바라는 마음을 담았다. 헬스조선. 2021년 6월 9일.
- 가천대 길병원 공공의료본부, 자월도서 의료봉사. 인천시 권역책임의료기관인 가천대 길병원은 최근 인천보훈병원, 인천의료원 등 지역 내 공공의료기관들과 옹진군 내 자월면 자월도를 찾아 주민 건강관리 서비스를 시행했다. 봉사단은 주민자치회관에 임시 진료소를 꾸리고 자월도 및 인근 섬 주민 100여 명을 대상으로 건강상담 및 진료를 실시했다. 코로나19로 인해 도서 지역 주민들이 먼 거리를 이동해 육지의 의료기관을 이용하는데 어려움이 있는 상황에서 봉사단의 방문은 가뭄의 단비같은 상황으로, 자월도 주민뿐 아니라 인근 섬 지역 주민들에게도 크게 호응을 받았다. 뉴시스. 2021년 7월 9일.
- '돌잔치 비용 기부, 건율이네' 가천대 길병원에 또 기부. 돌잔치 비용을 어려운 이웃의 치료비로 기부했던 '건율이네 가족'이 또 한번 선행을 베풀어 귀감이 되고 있다. 가천대 길병원은 노건율군의 부모인 노해일·이승혜씨 부부가 최근 이웃사랑 치료비 200만원을 기부했다고 5일 밝혔다. 코로나19 확산 상황을 고려해 노해일씨가 대표로 김양우 가천대 길병원장을 만나 치료비를 전달하고 노씨 가족의 뜻을 전달했다. 아울러 최근까지 가천대 길병원에서 간호사로 근무한 이승혜씨는 얼마 전 퇴직하면서 퇴직금의 일부도 기부하기로 한 것으로 알려졌다. 뉴시스. 2022년 4월 5일. l

## 사건사고
- 2014년 11월 28일에 성형외과 전공의가 음주상태로 아동의 봉합시술을 하다 적발되어[7] 1개월간 면허가 정지되었다.[8]
- 2015년 3월 19일에 손가락 골절로 접합수술을 받은 육군 일병에게 베카론을 오투약하면서 2015년 4월 23일에 사망하였다. 병원은 사고 직후 오투약된 약물을 없애고 간호기록지를 허위로 작성하는 등 증거를 은폐하려 한 것이 재판 과정에서 드러났다.[9]
- 2018년 3월 난소 복강경 수술 도중 난소의 혹이 아닌 정상 신장을 떼어내고, 의료소송을 진행할 경우 환자에게만 불리하다고 사과조차 하지 않다가 보건복지부에서 조사에 들어가자 '병원이 잘못했지만 환자가 이상을 알려줬으면 좋았을 것이다.'라며 합의를 보고 있다.[10] 피해자와 가족은“하나의 신장으로도 건강하게 잘 사는 사람이 많이 있으니 운동이나 열심히 하라”는 말을 들었다고 진술하였다.[11]
- 2018년 7월 20일, 기존 노조에 실망한 길병원 직원들이 민주노총을 상급단체로 하는 노동조합 설립 총회를 열고 노조를 재 설립하였다.[12]

## 같이 보기
- 가천대학교